# Madison Monsters
Die Madison Monsters waren eine US-amerikanische Eishockeymannschaft in Madison, Wisconsin. Das Team spielte von 1995 bis 1999 in der Colonial Hockey League (ab 1997 United Hockey League).

## Geschichte
Die Mannschaft wurde 1995 als Franchise der Colonial Hockey League gegründet. In ihren ersten drei Spielzeiten erreichten die Madison Monsters jeweils die erste Runde der Playoffs um den Colonial Cup. In dieser scheiterten sie nacheinander an den Thunder Bay Senators, deren Nachfolgeteam Thunder Bay Thunder Cats und dem späteren Meister Quad City Mallards.      
Im Anschluss an die Saison 1998/99, in der die Mannschaft erstmals die Playoffs verpasst hatte, wurde das Franchise nach Knoxville, Tennessee, umgesiedelt, wo es anschließend unter dem Namen Knoxville Speed am Spielbetrieb der United Hockey League teilnahm.

## Saisonstatistik
Abkürzungen: GP = Spiele, W = Siege, L = Niederlagen, T = Unentschieden, OTL = Niederlagen nach Overtime SOL = Niederlagen nach Shootout, Pts = Punkte, GF = Erzielte Tore, GA = Gegentore, PIM = Strafminuten
| Saison  | GP | W  | L  | T | OTL | SOL | Pts | GF  | GA  | Platz       | Playoffs                       |
| 1995/96 | 74 | 37 | 30 | — | —   | 7   | 81  | 267 | 284 | 3., CoHLW   | Niederlage in der ersten Runde |
| 1996/97 | 74 | 46 | 21 | — | —   | 7   | 99  | 315 | 259 | 2., CoHLW   | Niederlage in der ersten Runde |
| 1997/98 | 74 | 39 | 24 | — | —   | 11  | 89  | 271 | 265 | 4., West    | Niederlage in der ersten Runde |
| 1998/99 | 74 | 29 | 40 | — | —   | 5   | 63  | 237 | 294 | 3., Western | nicht qualifiziert             |

## Team-Rekorde

### Karriererekorde
Spiele: 273  Brian Downey
Tore: 143  Matt Loen
Assists: 234  Brian Downey
Punkte: 332  Brian Downey
Strafminuten: 526  Jim Duhart

## Bekannte Spieler
- Duane Derksen
- Link Gaetz
- Mikhail Nemirovsky